# 薩沙·米切爾
薩沙·謝爾蓋·米切爾（英語：Sasha Sergei Mitchell，1976年7月27日—）是一名美國男演員、模特兒和武術家，知名於電視劇《朱門恩怨》（1989年至1991年）中的詹姆斯·博蒙特，以及情境喜劇《妙家庭》（1991年至1996年、1998年）中的寇帝·蘭伯特（Cody Lambert）一角。

## 早期生活
薩沙·米切爾出生於加利福尼亞州洛杉磯，是一家服裝製造商的兒子。米切爾是具有烏克蘭血統的猶太人。米切爾擁有跆拳道黑帶。在成為演員前，時常擔任布魯斯·韋伯時裝攝影的模特兒。

## 個人生活
1990年，他與珍妮特·羅賓斯（Jeannette Robbins）結婚。兩人在1997年離婚前已育有四個孩子。米切爾與羅賓斯結婚期間，警方被叫到這對夫妻的家中，調查有關家庭虐待的報導。1996年，米切爾因毆打妻子而被定罪。他被判三年緩刑，並被勒令執行社區服務並參加配偶虐待者的輔導班。違反緩刑後，他被判處30天監禁。
2010年12月，米切爾娶了瑞秋·米切爾（Rachel Mitchell，或稱為沙梅因·雷納）為第二任妻子。2015年春季向瑞秋申請離婚。

## 外部連結
- 薩沙·米切爾在互联网电影资料库（IMDb）上的資料（英文）
- 在AllMovie上薩沙·米切爾的頁面（英文）